# Port lotniczy Luena
Port lotniczy Luena – krajowy port lotniczy położony w Luenie, w Angoli.

## Linie lotnicze i połączenia
| Linia Lotnicza       | Kierunek  |
| -------------------- | --------- |
| TAAG Angola Airlines | 1. Luanda |